# II Янош Пал папа-тер (станція метро)
47°29′45″ пн. ш. 19°04′39″ сх. д. / 47.49583° пн. ш. 19.07750° сх. д.
II Янош Пал папа-тер, площа Папи Іоанна Павла II (угор. II János Pál pápa tér) — станція Лінії M4 Будапештського метрополітену. Відкрита 28 березня 2014.
Станція розташована під однойменною площею з парком над нею. Вихід у південній частині площі, неподалік від вулиці Непсінхаш, що проходить поруч.
Конструкція станції — колонна двопрогінна мілкого закладення (глибина закладення — 16,7 м) з однією острівною платформою.

## Пересадки
- Автобус: 99, 217E
- Трамвай: 28, 28A, 37, 37A, 62